# Charles Ernest Pelham Brooks
Charles Ernest Pelham Brooks (* 10. November 1888; † 14. Dezember 1957 in Ferring, Sussex), geschrieben meist kurz C. E. P. Brooks, war ein britischer Meteorologe und Klimatologe. Er wird als einer der führenden Forscher seiner Zeit auf den Gebieten der Klimageschichte und der Anwendung statistischer Verfahren in der Meteorologie bezeichnet.

## Leben und Schaffen
Charles Ernest Pelham Brooks wurde am 10. November 1888 geboren. Sein Vater, Charles Thomas Brooks, war laut dem Londoner Zensus von 1881 Schriftsetzer und später, 1891, Tuchhändler. Brooks lebte zunächst mit seinen Eltern und älteren Schwestern im Londoner Norden, in St Pancras. Nach dem Tod seines Vaters im Jahr 1894 zog Charles Ernest mit seiner Mutter nach Islington. Brooks besuchte dort die Dame Alice Owen's School. Seine Familie wollte, dass Brooks Geschäftsmann wird. Er erhielt ein Stipendium an der University College School, wo er 1903–1907 Ökonomik studierte. Während seines Studiums gewann er, obwohl er sich gegen seine Neigung kaum mit Mathematik beschäftigen konnte, einen Mathematik-Wettbewerb.
Nach Abschluss seiner Schullaufbahn nahm Brooks am 4. Oktober 1907 eine Tätigkeit am Met Office, dem meteorologischen Dienst des Vereinigten Königreiches, auf. Berufsbegleitend studierte Brooks an der London University Geologie, die er später „seine erste Liebe“ nannte, mit Zoologie im Nebenfach und schloss 1916 mit einem Master of Science ab. Im Jahr 1926 erhielt er einen Doctor of Science für seine meteorologische Arbeit The Variations of Pressure in the Neighbourhood of the British Isles.
Brooks blieb 41 Jahre lang, während seines gesamten Berufslebens, Angestellter des Met Office und brachte es zum Assistant Director, der mit der Führung der klimatologischen Abteilung betraut war. Im November 1948 ging Brooks in den Ruhestand, befasste sich aber auch danach noch zwei Jahre für das Met Office mit der Anwendung statistischer Methoden in der Meteorologie.
Die Schaffenszeit Brooks stand noch unter dem Einfluss der „klassischen Klimatologie“. Diese bis Mitte des 20. Jahrhunderts einflussreiche, klimageographisch orientierte Ausrichtung der Klimaforschung war geprägt durch das Interesse an den Klimaparametern, die einen merklichen Einfluss auf den Menschen hatten, also Temperatur, Luftfeuchtigkeit und Luftdruck, Windgeschwindigkeit und Windrichtung. Neben dieser „medizinischen Klimatologie“ galt die Aufmerksamkeit den Einflüssen auf Land- und Forstwirtschaft.
Brooks gilt als einer der produktivsten Klimatologen seiner Zeit. Er war 22 Jahre Herausgeber des Meteorological Magazine. Außer in Klimageschichte und Statistik leistete er auch Beiträge zur saisonalen Wettervorhersage und zum solaren Klimaeinfluss. Brooks war ab 1917 Bibliothekar des MetOffice, ab 1948 der Royal Meteorological Society und trug wesentlich zur Entwicklung der Bibliografie der Meteorologie bei. Der Royal Meteorological Society war Brooks auch als Fellow verbunden, 1927–1931 als ihr Sekretär, 1932–1933 als Vizepräsident.
Sein Buch Climate in everyday life, das 1951 erschien, beschäftigte sich mit dem Einfluss regionaler Klimaverhältnisse auf die menschliche Produktivität. Es lässt noch den Einfluss des Klimadeterminismus des frühen 20. Jahrhunderts erkennen. So meinte er etwa, dass das Leben in Osteuropa und Sibirien vollständig vom Klima dominiert sei, das Klima in Südost-England sah er als ideal für die meisten Arten menschlicher Aktivität an. Sein auch an ein Laienpublikum gerichtetes Buch The English Climate (1954) beschrieb das englische Klima und dessen mutmaßlichen Einfluss auf die menschliche Gesundheit. Er gab darin Empfehlungen, welche klimatischen Regionen für ein gesundes Leben, für den Ruhestand oder Urlaub zuträglich seien. Es wurde postum von Hubert Lamb aufgegriffen und für eine zweite Auflage überarbeitet, die 1964 erschien.
Brooks heiratete 1916 seine damalige Kollegin Dora Buckeridge. Das Paar hatte einen Sohn. Brooks war ein guter Schach- und ein enthusiastischer Bridge- und Rasentennisspieler sowie Schwimmer.
Brooks starb am 14. Dezember 1957 in Ferring, Sussex, im Alter von 69 Jahren.
Die britische Meteorologin Joan M. Kenworthy urteilte 2012 über die heutige Bedeutung seines Werkes, dass es, indem es den Kontext für die moderne Meteorologie liefere und an offene Fragen erinnere, weiter unserer Aufmerksamkeit wert sei.

## Klimageschichte
Brooks war ein Wegbereiter der Historischen Klimatologie. Er selbst sah seine Forschung zur Klimageschichte als Spross aus der Vereinigung seines Studienfachs Geologie mit seinem Berufsfeld Meteorologie. Brooks verwendete frühe Formen von Klimaindizes, mit denen die in erzählenden Texten, wie Chroniken oder Annalen, enthaltenen Darstellungen von Klima- und Wetterverhältnissen einer quantitativen und vergleichenden Auswertung zugänglich gemacht werden konnten. Die Methode der Indexbildung in der Historischen Klimatologie wurde von Hubert Lamb weiterentwickelt und von Christian Pfister zu einem wichtigen Instrument der Klimarekonstruktion ausgebaut.
Als sein Hauptwerk gilt das als „klassisch“ oder „monumental“ bezeichnete Climate Through the Ages, das 1926 erstmals und 1949 in überarbeiteter Fassung erschien. Brooks sichtete darin die damals bekannten und in der Regel lediglich qualitativ untermauerten Thesen über Ursachen von Klimaänderungen.
Brooks selbst sah auf verschiedenen Zeitskalen verschiedene Faktoren am Werk:
- Klimaänderungen über Millionen Jahre würden von der Herausbildung und Abtragung von Gebirgen und den geographischen Folgen dieser Prozesse im weitesten Sinn verursacht, zu denen er auch Änderungen im Gehalt von Kohlenstoffdioxid und vulkanischer Asche in der Atmosphäre zählte.
- Klimaänderungen über tausende bis zehntausende Jahre würden durch kleinere Änderungen der Verteilung von Land und Meer verursacht, die ihrerseits Folge von Massenverlagerungen durch Erosion und von isostatischen Effekten der Veränderung von Eisschilden seien. Auch Änderungen der Erdbahnparameter würden auf Zeitskalen von tausenden bis zehntausenden Jahren eine Rolle spielen. Langfristige Schwankungen solarer Aktivität schloss er als mögliche dritte Ursache nicht aus.
- Klimaschwankungen über einige hundert Jahre schrieb er Änderungen solarer Aktivität zu.
- Über noch kürzere Zeiträume sah er in erster Linie interne Klimavariabilität am Werk.

Brooks stützte sich auch auf mathematisch-statistische Argumentation – eine zu der Zeit wenig verbreitete Vorgehensweise. Im Hinblick auf den Eintritt von Glazialen glaubte Brooks, diesen allein durch geographische Faktoren, wie Änderungen in der Verteilung von Land- und Meeresflächen, Änderungen von Relief und Meeresströmungen, erklären zu können. So argumentierte er, dass eine – etwa infolge veränderter Meeresströmungen – wachsende arktische Eiskappe zu einem ausgeprägten Abwärtsfließen der sich stark abkühlenden Luftmassen in die Umgebung der Eiskappe führen würde. Im Einflussbereich der kalten Luft würden sich rasch neue Schneeflächen ausdehnen, die über die Eis-Albedo-Rückkopplung große Teile der Erde vereisen lassen könnten. Änderungen der Sonneneinstrahlung infolge von Schwankungen der Erdbahnparameter sprach Brooks in seiner Glazialtheorie nur eine marginale Rolle zu.
Den dritten Teil seines Werkes, The Climates of the Historical Past, widmete er der Diskussion von Klimafluktuationen in Europa, Asien, Afrika und Amerika seit 5200 v. u. Z. Unter anderem schloss Brooks vom Vordringen der Hunnen zu Beginn der sogenannten Völkerwanderung im 4. Jh. n. u. Z. auf ungünstigeres Klima in deren Herkunftsgebiet (→ Pessimum der Völkerwanderungszeit). Der französische Historiker Emmanuel Le Roy Ladurie kritisierte dies als „umgekehrten Determinismus“.
Verschiedentlich wurden Ungenauigkeiten in seinem Werk beanstandet.

## Ehrungen
Im Jahr 1931 wurde er mit dem Buchan Preis der Royal Meteorological Society (RMS) ausgezeichnet. Der Preis erinnert an den schottischen Meteorologen Alexander Buchan und wird für ein Gesamtwerk aus Artikeln verliehen, die in den Zeitschriften der RMS veröffentlicht worden sind und als besonders wichtige Beiträge zur Meteorologie eingestuft wurden.
Brooks wurde kurz vor seinem Ruhestand für seine lange und verdienstvolle Arbeit im Staatsdienst zum Companion of the Imperial Service Order (I. S. O.) ernannt.
Nach ihm ist das an der Ostküste der antarktischen Halbinsel gelegene Kap Brooks benannt.

## Schriften (Auswahl)
- The Evolution of Climate. With a Preface by F. C. Simpson. Benn Brothers Limited, London 1922 (archive.org).
- Climate Through the Ages: a study of the climatic factors and their variations. Ernest Benn, London 1926 (hathitrust.org).
  - Climate Through the Ages. 2nd ed. Ernest Benn, London 1949, ISBN 978-0-486-22245-5 (hathitrust.org).
- Brooks erhielt den Buchan-Preis für die folgenden 1925–1929 erschienenen Artikel:
  - The problem of warm polar climates. In: Quarterly Journal of the Royal Meteorological Society. April 1925, doi:10.1002/qj.49705121405.
  - The meteorological conditions during the glaciation of the present tropics, being some remarks on the climatological basis of Wegener's theory of continental drift. In: Quarterly Journal of the Royal Meteorological Society. Juli 1926, doi:10.1002/qj.49705221905.
  - The variations of pressure from month to month in the region of the British Isles. In: Quarterly Journal of the Royal Meteorological Society. Juli 1926, doi:10.1002/qj.49705221906 (für diese Arbeit wurde ihn der Doktortitel verliehen[1]).
  - Pressure distributions associated with wet seasons in the British Isles. In: Quarterly Journal of the Royal Meteorological Society. Oktober 1926, doi:10.1002/qj.49705222004.
  - The influence of forests on rainfall and run-off. In: Quarterly Journal of the Royal Meteorological Society. Januar 1928, doi:10.1002/qj.49705422501.
  - The mean cloudiness over the earth. In: Memoirs of the Royal Meteorological Society. Band 1, Nr. 10, 1927, S. 127–138 (eine der ersten Beschreibungen globaler Wolkenbedeckung anhand des Monatsdurchschnitts von mehr als 1000 Wettermessstationen und Schiffstagebüchern weltweit[22]).
  - Periodicities in the Nile flood. In: Memoirs of the Royal Meteorological Society. Band 2, 1928, S. 9–26 (ein früher Versuch, Periodizität in den historischen Werten der Nilfluten 640–1870 zu finden[23], von der Royal Meteorological Society als klassischer Artikel geführt[24]).
- mit John Glasspoole: British Floods and Droughts. Ernest Benn, London 1928.
- Climate. A Handbook for Business Men, Students and Travellers. Ernest Benn, London 1929 (hathitrust.org – charakterisiert die Klimate der Erde).
- mit Theresa M. Hunt: The zonal distribution of rainfall over the earth. In: Memoirs of the Royal Meteorological Society. Band 3, Nr. 28, 1930, S. 139–158 (von der Royal Meteorological Society als klassischer Artikel geführt[24]).
- The Role of the Oceans in the Weather of Western Europe. In: Quarterly Journal of the Royal Meteorological Society. Band 66, Nr. 234, 1930.
- Climate in everyday life. Ernest Benn, London 1950 (zum Einfluss des Klimas auf menschliche Produktivität und auf Landwirtschaft, Bauwesen oder den Entwurf von Verpackungen).
- mit Nellie B. Carruthers: Handbook of statistical methods in meteorology. HM Stationery Office, 1953.
- The English Climate. English Universities Press, London 1954 (populärwissenschaftliches Buch über das englische Klima, war die Basis für eine zweite, 1964 erschienene Ausgabe von Hubert Lamb).